# Geronimo (Oklahoma)
Geronimo es un pueblo ubicado en el condado de Comanche en el estado estadounidense de Oklahoma. En el año 2010 tenía una población de 1268 habitantes y una densidad poblacional de 905,71 personas por km².

## Geografía
Geronimo se encuentra ubicado en las coordenadas 34°28′53″N 98°23′1″O / 34.48139, -98.38361 (34.481471, -98.383621).

## Demografía
Según la Oficina del Censo en 2000 los ingresos medios por hogar en la localidad eran de $28,583 y los ingresos medios por familia eran $30,833. Los hombres tenían unos ingresos medios de $29,375 frente a los $19,063 para las mujeres. La renta per cápita para la localidad era de $11,236. Alrededor del 13.5% de la población estaban por debajo del umbral de pobreza.